# Экспериментальный поп
Эксперимента́льный поп (англ. Experimental pop) — поп-музыка, которая не может быть классифицирована в рамках традиционных музыкальных границ, или которая пытается продвинуть элементы уже существующих популярных форм в новые области. Он может включать в себя экспериментальные методы из конкретной, алеаторической или эклектической музыки в поп-контекстах. Часто композиционный процесс включает в себя использование электронных производственных эффектов для манипулирования звуками и аранжировками, а также композитор может привлечь внимание слушателя именно тембром и тональностью, хотя и не всегда одновременно.
Экспериментальная поп-музыка развивалась одновременно с экспериментальным джазом как новый вид авангардного искусства, и многие молодые музыканты приняли практику создания студийных записей на периферии популярной музыки. В начале 1960-х годов продюсеры, авторы песен и инженеры свободно экспериментировали с музыкальной формой, оркестровкой, неестественной реверберацией и другими звуковыми эффектами, а к концу 1960-х годов высокоэкспериментальная поп-музыка, или звуки, расширяющие представление о типичной поп-песне, была положительно воспринята молодой аудиторией. На протяжении последующих десятилетий некоторые «распространители» стиля разделяли литературно-экспериментальную традицию, которая уравновешивала экспериментирование с популистской сплочённостью.

## Характеристики жанра
Автор Билл Мартин утверждает, что хоть и термин «экспериментальный поп» может звучать «как бы оксюморонно», но всё же можно выделить три критерия для характеристики такой музыки:
- Она происходит из существующих популярных форм;
- С ней экспериментируют, используя эти же популярные формы или растягивают их;
- Ею пытаются привлечь аудиторию в этих формах к новым разработкам, в духе авангарда[3].

Некоторые тенденции среди музыкантов включают в себе использование экспериментальных методов, таких как конкретная, алеаторическая или эклектическая музыка в поп-контексте. Часто композиционный процесс включает в себя использование электронных производственных эффектов для манипулирования звуками и аранжировками. По словам музыковеда Ли Лэнди, экспериментальные поп-установки сочетают в себе работу на основе звука и работу на основе нот, хоть и не всегда одновременно. Композитор Нико Мухли описал мир экспериментальной поп-музыки как «празднество звуковых сопоставлений».

## История

### Истоки (1950-е — 1960-е)
Музыкальный историк Билл Мартин пишет, что экспериментальный поп развивался примерно в то же время, что и экспериментальный джаз, и что он возник как «новый вид авангарда», ставший возможным благодаря историческим и материальным обстоятельствам своего времени. В поп-и рок-музыке начала 1960-х годов продюсеры, авторы песен и инженеры свободно экспериментировали с музыкальной формой, оркестровкой, неестественной реверберацией и другими звуковыми эффектами. Некоторые из наиболее известных примеров — это «стена звука» Фила Спектора и использование Джо Миком самодельных электронных звуковых эффектов для таких групп, как The Tornados. По словам писателя Марка Брэнда, альбом Мика I Hear a New World (1960 г.) на несколько лет опередил уже хорошо известный экспериментальный поп, тогда как музыковед Ли Лэнди называет американского композитора Фрэнка Заппу одним из первых экспериментальных поп-музыкантов.
Музыкант Дэвид Граббс пишет, что многие молодые музыканты «вышли из тени [Джона] Кейджа, перейдя к другой крайности и приняв практику создания студийных записей произведений на периферии популярной музыки». Далее Граббс объясняет, что одними из самых выдающихся авангардных музыкантов, сформировавших рок-группы в середине 1960-х годов, были валлиец Джон Кейл (позже участник группы The Velvet Underground) и американец Джозеф Бёрд (позже участник группы The United States of America), которые оба продолжали создавать альбомы экспериментальной поп-музыки. Тем не менее, «пропасть» между экспериментальными композиторами и «внешними» поп-музыкантами всё ещё существовала бы, отчасти из-за роли студии звукозаписи. По этому поводу в 1966 году музыкант Роберт Эшли сказал следующее: 

Мы не можем быть популярными музыкантами там, где происходят довольно интересные вещи. […] Единственное, что мне нравится в популярной музыке, — это то, что её записывают. Они записывают его, записывают его, записывают его, записывают его! Проницательный продюсер «вырезает волшебство» из разных лент (смеётся прим. автора), ставит их в определённом порядке и получает целый кусок. И это прекрасно, потому что это и вправду звуковая магия. […] Мы должны были изобрести «социальные ситуации», чтобы позволить этому волшебству произойти.

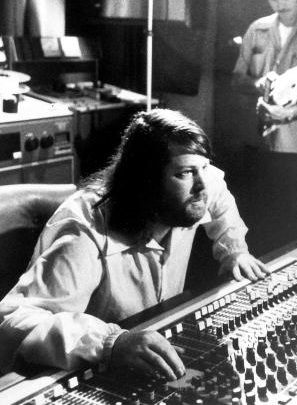
Брайан Уилсон за работой в студии, 1976 год

Музыкальный историк Лоренцо Канделария охарактеризовал американскую рок-группу The Beach Boys как «одну из самых экспериментальных и новаторских групп 1960-х годов». Сооснователь и фронтмен группы The Beach Boys Брайан Уилсон писал и продюсировал все песни для группы, в большинстве которые варьировались от «массивных» хитов до малоизвестных экспериментальных поп-композиций Их сингл 1966 года «Good Vibrations», также спродюсированный и написанный в соавторстве с Уилсоном, возглавил рекордные чарты на международном уровне, впоследствии распространив волну поп-экспериментов с её стремительными изменениями в риффах, эффектами эхо-камер и сложными гармониями.
По мнению живописца Дагги Филдса, воплощение Pink Floyd под руководством Сида Барретта стало примером экспериментальной поп-музыки. Группа добилась своего первоначального успеха, играя в клубе «UFO» в Лондоне, целью которого было предоставить выход экспериментальным поп-группам в свет. По данным New York Times, Барретт и его последующие сольные альбомы «стали пробным камнем для экспериментальных поп-музыкантов». К концу 1960-х годов высокоэкспериментальная поп-музыка, или звуки, которые расширили представление о типичной поп-песне, была положительно воспринята молодёжной аудиторией, которую культурный эссеист Джеральд Лин рано приписывает таким группам, как Cream, Traffic, Blood, Sweat & Tears и «конечно», the Beatles. Барабанщик Джон Денсмор считал, что The Doors были «на переднем крае» экспериментальной поп-музыки, пока он не послушал альбом The Beatles Sgt. Pepper’s Lonely Hearts Club Band (1967 г.), который он описал как «кажущийся сделавший всё это». Мартин также написал, что, наряду с Their Satanic Majesties Request группы The Rolling Stones (1967 г.), Sgt. Pepper… группы the Beatles «открыл пространство» для экспериментальной поп-музыки, которое позже будет заполнено Джимми Хендриксом, Jethro Tull и альбомом The Who — Tommy 1968 года. До Sgt. Pepper… Гэри Ашер и Курт Бетчер были композиторами и продюсерами из Лос-Анджелеса, которые интересовались классической музыкой и авангардом. Позже упомянутые как установившие фундамент в жанр саншайн-поп, они работали вместе над созданием своего дебютного студийного альбома Present Tense (1968 г.), в рамках проекта Sagittarius — студийной группе, которую Ноэль Мюррей из A.V.Club назвал «экспериментальной поп-группой».

## Список исполнителей
| - A.R. Kane - Лори Андерсон - Animal Collective - Ариэль Пинк - The Associates - Бьорк - Дэвид Боуи - Кейт Буш - Дэвид Бёрн - Charli XCX - Cocteau Twins - Dirty Projectors | - Брайан Ино - Граймс - Джулия Холтер - The Human League - Kwes - Джесси Ланза - Джон Маус - Micachu and the Shapes - Moloko - Рошин Мёрфи - The Olivia Tremor Control - Panda Bear | - Ван Дайк Паркс - Pink Floyd (с Сидом Барретом) - Артур Расселл - Sagittarius - Sleigh Bells - SOPHIE - Stereolab - Talking Heads - Джим Тёрлуэлл - Скотт Уокер - Брайан Уилсон - Фрэнк Заппа |

## Комментарии
1. ↑  В главе «Фри-джаз и экспериментальный джаз» из журнала Music USA: The Rough Guide, термин «фри-джаз» восходит к экспериментам нескольких музыкантов из Лос-Анджелеса в конце 1950-х годов. Экспериментальный джаз продолжал становиться всё более «эксцентричным» в течение следующего десятилетия[7].
2. ↑  В 2014 году Мик был признан величайшим продюсером всех времён по версии журнала NME, уточняя следующее: «Мик был полным первопроходцем, который пытался продвинуть бесконечно новые идеи в поисках идеального звука. [...] Наследие его бесконечных экспериментов написано на большинстве ваших любимых музыкальных произведений сегодня»[10]. Его репутация за эксперименты в записи музыки была признана Гильдией музыкальных продюсеров, которая в 2009 году получила «премию Джо Мика за инновации в производстве» как «дань уважения новаторскому духу замечательного продюсера». Первым музыкантом, который вступил в данную должность, был Брайан Ино[11].
3. ↑  Журнал New York назвал альбомы Pet Sounds (1966) и Smiley Smile (1967) «экспериментальным поп-периодом» группы[16], в то время как Шон О'Хаган из The High Lamas назвал Уилсона «самым экспериментальным поп-пионером нашего времени» […] Точно так же, как и джазовый исполнитель Sun Ra использовал такие же идеи в 60-х годах, эти ребята [Уилсон и соавтор Ван Дайк Паркс] на самом деле «играли» с поп-экспериментальной музыкой»[17]. NME поставили Уилсона на восьмое место в списке «50 величайших продюсеров всех времён», назвав его постановки середины 1960-х годов «новаторскими» и недооцениваемыми[18].
4. ↑  Джон Буш из AllMusic сравнил «фрагментированный» стиль песни с методами вырезания и вставки экспериментатора Уильяма С. Берроуза, постоянно переключаясь между частично связанными разделами и бросая вызов традиционным стандартам куплет-припев-куплет[19].
5. ↑  Их сингл 1967 года «My World Fell Down» достиг только 70-го места в национальных чартах, хотя критик Ричи Унтербергер считает его «одной из величайших экспериментальных поп-психоделических жемчужин эпохи [...], звучащей очень похоже на классику ранних Beach Boys из эпохи «Good Vibrations»/Smile»[27].